# 脊髄くも膜下硬膜外併用麻酔

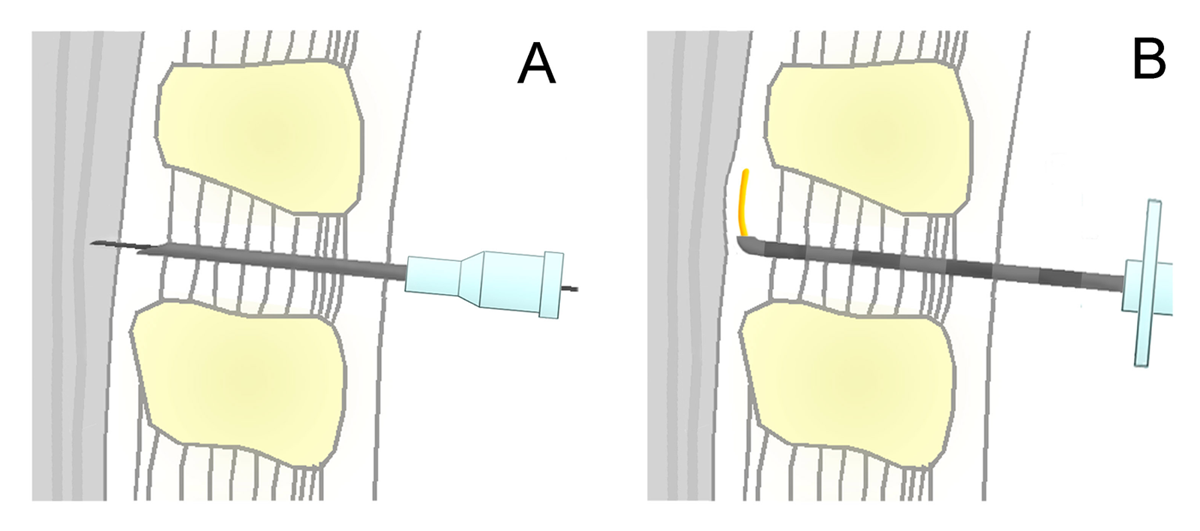
脊髄くも膜下麻酔では穿刺針が硬膜を貫いてくも膜下腔に到達する（A）が、硬膜外麻酔では穿刺針は硬膜手前の硬膜外腔に留まり、カテーテルが留置される（B）。脊髄くも膜下硬膜外併用麻酔はこの両者を同一椎間、または別の椎間で行うものである。

脊髄くも膜下硬膜外併用麻酔（せきずいくもまくかこうまくがいへいようますい、英: Combined spinal and epidural anaesthesia）とは、脊髄くも膜下麻酔と硬膜外麻酔の両方の利点を組み合わせた区域麻酔法である。略称は脊硬麻（英: CSEA）。脊髄くも膜下麻酔によって麻酔効果発現は迅速であり、硬膜外カテーテル留置によって、長時間の鎮痛効果が得られると共に鎮痛範囲の調節性が良好である。

## 適応
CSEAにより、術中だけではなく、術後の良好な鎮痛が可能である。周術期の抗凝固薬または抗血小板薬を投与されている患者の場合、脊髄硬膜外血腫（極めて確率は低いが、最悪の場合、恒久的な対麻痺（下半身麻痺）を生じ得る）のリスクがあるため、硬膜外カテーテルの抜去のタイミングはそれらの薬剤の投与時期と間隔をあける必要がある。
無痛分娩では、硬膜外麻酔単独と比較して、CSEAの方が鎮痛の発現が早い。以前は、無痛分娩のCSEAは、硬膜外鎮痛と比較してより離床が早いと考えられていたが、これは最近のコクランレビューでは支持されていない。
英国では、英国国立医療技術評価機構（NICE）が、無痛分娩で迅速な鎮痛開始を必要とする状況では、CSEAを推奨している。また、ブピバカインとフェンタニルの併用を推奨している。

## 手技
CSEAには"needle-through-needle"法と2椎間法の2つの方法がある。前者は硬膜外針でまず硬膜外腔に到達し、この針の中から脊椎針でくも膜下腔を穿刺して、脊髄くも膜下麻酔を行い、その後に硬膜外カテーテルを留置するというものである。Single space technique（SST）とも呼ばれる。もう一つの方法は、脊髄くも膜下麻酔と硬膜外麻酔を別々の椎間から行うというものであり、Double segment technique（DST）とも呼ばれる。DSTは穿刺回数が2回となるので、患者への侵襲が大きいが、腰椎領域が鎮痛の中心となるSSTに比べて、硬膜外麻酔の穿刺で胸椎領域を選択できるという利点があり、術後鎮痛効果に優れている。SSTには特殊な針を用いる必要がある。

## トップアップ

脊髄くも膜下麻酔では➁の領域に薬液を注入し、硬膜外麻酔では➂の領域に薬液を注入する。トップアップとは、➂の領域への薬液注入により➁の領域が縮小し、脊髄くも膜下麻酔の効果が高まる、というものである。

CSEAでは、脊髄くも膜下麻酔に用いる局所麻酔薬量は通常の2/3程度で良いとされる。これは硬膜外腔に注入された局所麻酔薬により、くも膜下腔が圧迫されて、その容積が少なくなるためと考えられている。この効果は局所麻酔薬ではなく、生理食塩水でも発現する。この手技、効果はトップアップ（top-up）と呼ばれる。

## モニタリング
NICEは以下を推奨している。
1. CSEAまたは硬膜外麻酔前の静脈路確保
2. 鎮痛開始、又は追加鎮痛のための薬剤投与後は5分ごとに15分間血圧を測定する。
3. 30分経過しても鎮痛不十分な場合は、麻酔科医に報告し、指示を仰ぐ。
4. 感覚ブロックと運動ブロックを1時間ごとに評価し、足が動かなくなっていれば、麻酔科医に報告し、指示を仰ぐ。

## 合併症
CSEAでは、脊髄くも膜下麻酔と硬膜外麻酔、両者の短所が出てしまう可能性もある。脊髄くも膜下麻酔の短所は、低血圧や硬膜穿刺後頭痛、硬膜外麻酔の短所は大量の局所麻酔薬を用いることによる局所麻酔薬中毒、そしてその薬剤が誤って髄腔内に注入されることによる全脊髄くも膜下麻酔（全脊麻）などが挙げられる。
無痛分娩におけるCSEAでは、フェンタニル（25μg）を髄腔内投与すると、低用量の麻酔薬を用いた硬膜外鎮痛よりも、痒みがより生じやすい。しかしながら、硬膜穿刺後頭痛、硬膜外血液パッチの必要性、母体の低血圧の発生率に差は認められていない。
CSEAで、脊髄くも膜下麻酔や硬膜外麻酔と比較して感染が起こりやすいかどうかは不明である。硬膜穿刺後頭痛の発生率は、硬膜外麻酔単独と同様の発生率（0.8～2.5％）である。

## 歴史
はじめてCSEAを報告したのは、1937年のSoresiによるもので、硬膜外針を用いてまず、硬膜外腔に局所麻酔薬を注入し、次にくも膜下腔まで針を進めてそこでも局所麻酔薬を注入する、というものであったが、その当時は注目されなかった。1979年、Curelaruにより、DST、1982年にはCaotesとMumtazらにより、SSTが、それぞれ報告された。